# Simon Ogrin
Simon Ogrin, slovenski slikar, * 6. oktober 1851, Stara Vrhnika, † 3. maj 1930, Vrhnika.

## Življenje
Slikar Simon Ogrin se je rodil krojaču Luki Ogrinu in Mariji Skubelj, kot prvi otrok v osemčlanski družini. Kot otrok je zgodaj začel pomagati pri kmečkih opravilih, zato je bil slabo izobražen. Že zgodaj se je navduševal nad kipci v cerkvah, ki jih je želel tudi izdelovati. S šestnajstimi leti ga je mati odpeljala v Ljubljano v uk k podobarju Avguštinu Götzlu, kjer je za čas izobraževanja tudi stanoval. V Ljubljani je od leta 1867 do 1870 obiskoval tudi nedeljsko šolo in obrtno šolo.
Leta 1872 se začne učiti pri slikarju Janezu Wolfu. Pri njem je ostal do leta 1875, potem pa se je odpravil v Benetke na Akademijo lepih umetnosti. Tam je že prvo leto prejel pohvalo, naslednje leto pa tudi prestižno nagrado za najboljšo kompozicijo s sliko Umor vojvode Galeaza Marie Sforza (slika se sedaj nahaja v Narodnem muzeju v Ljubljani), a je glavno nagrado, 300 lir, kljub revščini odklonil v korist svojih italijanskih sošolcev, obdržal pa je diplomo. Januarja 1878 je odšel na Dunaj, na tamkajšno akademijo. Tam se je spoznal tudi s frančiškanom Aleksandrom Roblekom, ki je postal njegov najboljši prijatelj, pa tudi z Janezom in Jurijem Šubicem. Po dveh letih je zapustil Akademijo na Dunaju. Leta 1879 se je vrnil v svoj rojstni kraj, kjer je ustvarjal za lokalnega mecena Frana Kotnika, a je kmalu odšel v Italijo, kjer je odkrival umetnostne dosežke v italijanskih mestih Benetkah, Bologni, Firencah in Rimu.
Konec avgusta 1880 se je vrnil domov, a je hitro sprejel naročilo za poslikavo farne cerkve sv. Štefana v Vipavi in se tja tudi preselil. Okrog leta 1884 se je vrnil na Vrhniko, se tu ustalil, in se 9. septembra 1884 poročil z Elizabeto Tomšič. Istega leta se je tudi zadolžil in začel graditi svojo hišo ob Tržaški cesti. Dolgovi, povezani z gradnjo, so ga preganjali do konca življenja. Z Elizabeto sta imela 7 otrok. V obdobju življenja na Vrhniki je sprejel še več naročil za poslikave cerkva. Slikar Simon Ogrin je umrl na Vrhniki, 3. maja 1930.

## Delo
Simon Ogrin pripada tako imenovani nazarenski smeri slikarstva. Njegovi začetki segajo v leto 1876, ko je med počitnicami pomagal slikarju Janezu Wolfu, nekdanjemu učitelju, pri poslikavi farne cerkve sv. Štefana v Vipavi. Med študijem na dunajski akademiji je slikal tudi slike za Stritarjev Zvon. Prvo samostojno naročilo je naslikal v kapucinski cerkvi v Vipavskem Križu leta 1882. Eno najuspešnejših poslikav je delo v Marijini kapeli v Škofji Loki, kjer je delal 1887-1888. Svoja največja dela, predvsem pa vsa dela iz obdobja od leta 1885 do 1930 je slikar sam zabeležil v beležki naročil, ki je ohranjena še danes. Sredi 20. let 20. stoletja je vodil tudi tečaj za slikanje na moker zid na tehnični šoli v Ljubljani. Simon Ogrin je izdal tudi brošuro Kratki tečaj za slikanje na moker zid v sodelovanju z Franom Steletom.
Od leta 1885 pa do smrti, leta 1930, so navedena sledeča dela: 30 prezbiterijev, 12 slik na cerkvene zidove, 18, križevih potov, 15 Božjih grobov, 16 bander, 16 vaških kapelic.
Večino figuralnih motivov je Simon Ogrin črpal od tujih umetnikov, kakor cela skupina slovenskih slikarjev nazarenske smeri. Mnoga naročila so bila obsežna, zato so mu jemala čas za lastno ustvarjanje v umetnosti, poleg tega pa je bil zelo vezan na naročnika, Cerkev, ki je želela že uveljavljene slogovne značilnosti.

## Figuralika
Ogrinove slikarije najdemo po vsej Sloveniji, celo na Hrvaškem in v Dalmaciji. Slikar je najraje upodabljal prizore svete Trojice pa tudi prizore z Marijo. Njegove figure so pravilno sistematično razporejene, spominjajo na Wolfov slog, pa vseeno so Ogrinovi liki manjši, bolj risarski in ploskoviti, celote pa v nasprotju z Wolfom, nemonumentalne. Njegove najboljše figuralne upodobitve segajo v obdobje njegovega začetnega delovanja, iz osemdesetih let.

## Ornamentika
Ogrinova ornamentika je po obsegu enakovredna figuraliki, po pomenu, ki ga ima v poslikavah, pa je učinek ornamentike večji. Ogrinova ornamentika je v primerjavi z drugimi tremi slikarji kranjske skupine najraznovrstnejša, saj obsega velik razpon, kamor lahko uvrščamo romanske, gotske, renesančne in baročne motive, njegovi ornamenti pa se vedno ujemajo s prostorom, katerega krasijo.